# 中国人民解放军陆军合成第三十四旅
合成第三十四旅（英語：34th Combined Arms Brigade），又称“襄阳特功团”，是中国人民解放军陆军第七十二集团军下辖的一个中型合成旅，驻地江苏省句容市。

## 历史概述
该旅最早编制可追溯至1945年8月组建的太行军区韦（杰）支队，后整编为第十二军第三十四师。
1960年代，该师是著名的郭兴福教学法的发源地。
1998年缩编为摩托化步兵旅，2017年改为合成旅。

## 沿革
参考资料：
| 部隊番號                       | 使用時期             |
| ------------------------------ | -------------------- |
| 晋冀鲁豫野战军第六纵队第十六旅 | 1945年10月-1949年2月 |
| 中国人民解放军第三十四师       | 1949年2月-1960年1月  |
| 陆军第三十四师                 | 1960年1月-1985年10月 |
| 摩托化步兵第三十四师           | 1985年10月-1998年7月 |
| 机械化步兵第三十四旅           | 1998年7月-2017年4月  |
| 合成第三十四旅                 | 2017年4月至今        |